# Gustav (Musiker)
Gustav (* 29. April 1975 in Freiburg im Üechtland; bürgerlich Pascal Vonlanthen) ist ein Schweizer Musiker und Sänger.

## Leben
Seit 1998 hat Gustav diverse Studioalben veröffentlicht und sich vor allem durch seine Liveshows einen schweizweiten Namen gemacht. Seine Lieder singt der Musiker sowohl in Schweizer Mundart (Senslerdeutsch) als auch auf Französisch und auf Hochdeutsch, dies auch als Reverenz an seinen zweisprachigen Heimatkanton Freiburg und die mehrsprachige Schweiz. 2018 gründete Gustav die Cultur Manufactur, die unter anderem junge Musiker aus der Schweiz fördert.

### Musikalische Karriere
1998 erfolgte im Freiburger Rock-Club Fri-Son Gustavs Bühnendebüt. Mit einem zwanzigköpfigen Laienorchester «Das Kummerorchester» präsentierte er 18 Lieder, die er selber komponiert, getextet und orchestriert hatte. Diverse Auftritte in der ganzen Schweiz folgten. Zwei Jahre später veröffentlichte der Freiburger Multiinstrumentalist sein Album Gegen Süden – Vers le sud. Erstmals sang Gustav neben deutsche auch französischsprachige Lieder. Die Zweisprachigkeit wurde ein Markenzeichen. Seine leidenschaftlichen Liveauftritte brachten ihn nach und nach auf die grossen Bühnen der Schweiz (Paléo, Gurtenfestival, Open Air St. Gallen, Montreux Jazz Festival, Open Air Gampel). 2010 erschienen das Album 666 und der ganze Backkatalog beim Majorlabel Universal Music Group - Switzerland. Im selben Jahr gewann Gustav die Fernsehshow „Kampf der Chöre“ (SRF). Das folgende Doppelalbum Gustav – Trésors & Trouvailles stiess auf Platz 2 der Schweizer Hitparade. Im Jahre 2012 schrieb Gustav für die Spendenaktion Jeder Rappen zählt des Schweizer Radios und Fernsehens den offiziellen Song 100'000 gouttes d’eau. Über 7 Millionen Schweizer Franken wurden für Menschen ohne sauberes Trinkwasser gesammelt. Für die Fussball-Europameisterschaft 2016 in Paris schrieb Gustav den offiziellen EM-Song Tous ensemble für das Schweizer Fernsehen. Als Vertreter der Schweizer Musikkultur wurde Gustav nach Frankreich, Südkorea, Indonesien, Philippinen und England eingeladen.

### Andere künstlerische Projekte
- 2004 spielte Gustav neben der Schauspielerin Khany Hamdaoui im Kurzfilm One Magic Evening (2004) des Regisseurs François Yang die Rolle des John
- 2009 trat Gustav für einige Konzerte mit der Hardcore-Grunge-Band Agent Orange an der Bad Bonn Kilbi auf
- Für den Schweizer Pavillon an der Weltausstellung in Südkorea 2012 kreierte Gustav eigenwillige Interpretationen von bekannten Schweizer Volksliedern
- 2013 schrieb Gustav für das Französisch-Lehrmittel Dis-donc des Zürcher Lehrmittelverlages alle Lieder und Singspiele
- 2013 komponierte und spielte Gustav im interdisziplinären Tanztheater 13 die Musik, Zusammen Julian Sartorius, Christian Weber und Zitz/Zendrini
- Unter der Regie von Niklaus Talman interpretierte Gustav 2014 live die Musik für das Theaterstück Don Quijote
- Für das Kindertheater und das Hörspiel Bruder Lustig der Gebrüder Grimm war Gustav 2015 und 2016 als Erzähler und Musiker auf der Bühne
- 2016 vertonte Gustav live das Theaterstück Für die Nacht von Laura de Weck
- Anlässlich des 25. Todestages des Künstlers Jean Tinguely komponierte Gustav drei Lieder mit Zitaten und Manifesten des bekannten Freiburger Bildhauers
- Seit 2012 besucht Gustav Schweizer Schulen und präsentiert sein Programm Gustav à l’école. Während dieser Musiklektion lernen die Kinder auf humorvolle Art 20 Instrumente kennen, singen, musizieren und tanzen zu Gustavs Liedern und lernen gleichzeitig eine Vielzahl französischer Begriffe

## Auszeichnungen
- 2001 Prix Coup de Coeur (Rencontre internationale de la Francophonie à Villefranche-de-Rouergue/France)
- 2002 Kulturbotschafter für die Landesausstellung Expo.02
- 2008 Kulturpreis des Kantons Freiburg
- 2010 Gewinn der TV-Show Kampf der Chöre (SRF)
- 2010 Prix Walo für die TV-Produktion Kampf der Chöre (SRF)
- 2011 Prix Atec
- 2012 Preis für Zweisprachigkeit der DFAG
- 2021 Prix de l’état de Berne (La Gustav)

## Diskografie

### Alben
- 1998: Gustav & das Kummerorchester «Die Erste»
- 2000: Gegen Süden / Vers le sud
- 2002: Rosemary’s Bar
- 2005: Ultra vista
- 2007: Les jardins de mon cœur
- 2010: 666
- 2011: Gustav (Trésors & Trouvailles)
- 2013: The Holy Songbook
- 2016: 9 - neuf - neun - nün

## Videoclips
- Offizieller Videoclip Tous ensemble (offizieller EM-Song der SRG zur Uefa Euro 2016)
- Offizieller Videoclip Quelqu’un t’attend quelque part
- Offizieller Videoclip Gin
- Offizieller Videoclip Ritter
- Offizieller Videoclip 100'000 gouttes d’eau